# Torneo de las Seis Naciones 2025
El Torneo de las Seis Naciones Guinness 2025 fue la 131.ª edición de la competición entre selecciones nacionales de rugby más importante del hemisferio norte. Se disputó entre el 31 de enero y el 15 de marzo de 2025.
Francia ganó el campeonato en la fecha final, coronándose campeona del Seis Naciones. Tres equipos (Francia, Inglaterra y el campeón vigente, Irlanda) ganaron cuatro partidos y perdieron un quinto, con Francia triunfando por puntos de bonificación. Ningún equipo ganó el Grand Slam

## Participantes
| País       | Estadio               | Estadio   | Estadio     | Entrenador      | Capitán                 |
| País       | Recinto               | Capacidad | Ciudad      | Entrenador      | Capitán                 |
| ---------- | --------------------- | --------- | ----------- | --------------- | ----------------------- |
| Escocia    | Estadio Murrayfield   | 67.144    | Edimburgo   | Gregor Townsend | Rory Darge Finn Russell |
| Francia    | Stade de France       | 81.338    | Saint-Denis | Fabien Galthié  | Antoine Dupont          |
| Gales      | Estadio Millennium    | 74.500    | Cardiff     | Warren Gatland  | Jac Morgan              |
| Inglaterra | Estadio de Twickenham | 82.000    | Londres     | Steve Borthwick | Maro Itoje              |
| Irlanda    | Estadio Aviva         | 51.700    | Dublín      | Simon Easterby  | Caelan Doris            |
| Italia     | Estadio Olímpico      | 73.261    | Roma        | Gonzalo Quesada | Michele Lamaro          |

## Reglamento
Como desde la edición de 2017, el sistema de puntos fue: 4 por victoria, 2 por empate y 0 por derrotas. Además de puntos adicionales de bonificación: 1 ofensivo por anotar cuatro o más ensayos y 1 defensivo si se era derrotado por siete, o menos, puntos de diferencia.

### Desempate
Si dos o más selecciones estaban empatadas en puntos, el equipo con la mejor diferencia de puntos (puntos anotados menos puntos concedidos) se clasificó más alto.
- Si el desempate anterior no lograba separar a los equipos empatados, el que anotó mayor número de tries (incluidos los try penal) se clasificó más alto.

Si dos o más equipos permanecen empatados después de aplicar los desempates anteriores, esos equipos se colocarían en el mismo rango; si el torneo había concluido y más de un equipo se colocaba primero, entonces el título sería compartido entre ellos.

## Tabla de posiciones
| Pos. | País       | Partidos | Partidos | Partidos | Partidos | Puntos | Puntos | Puntos | Puntos Bonus | Puntos Bonus | Puntos Bonus | Puntos totales |
| Pos. | País       | J        | G        | E        | P        | PF     | PC     | PD     | Tries        | Derrota      | GS           | Puntos totales |
| ---- | ---------- | -------- | -------- | -------- | -------- | ------ | ------ | ------ | ------------ | ------------ | ------------ | -------------- |
| 1    | Francia    | 5        | 4        | 0        | 1        | 218    | 93     | +125   | 4            | 1            | 0            | 21             |
| 2    | Inglaterra | 5        | 4        | 0        | 1        | 179    | 105    | +74    | 3            | 1            | 0            | 20             |
| 3    | Irlanda    | 5        | 4        | 0        | 1        | 135    | 118    | +17    | 3            | 0            | 0            | 19             |
| 4    | Escocia    | 5        | 2        | 0        | 3        | 115    | 131    | -16    | 2            | 1            | 0            | 11             |
| 5    | Italia     | 5        | 1        | 0        | 4        | 106    | 188    | -82    | 0            | 1            | 0            | 5              |
| 6    | Gales      | 5        | 0        | 0        | 5        | 76     | 195    | -119   | 1            | 2            | 0            | 3              |

## Partidos
BO: Punto de bonificación ofensivo.
BD: Punto de bonificación defensivo.

### Primera fecha
| 31 de enero de 2025 | Francia | BO 43 - 0 | Gales |  |  |

| 1 de febrero de 2025 | Escocia | BO 31 - 19 | Italia |  |  |

| 1 de febrero de 2025 | Irlanda | BO 27 - 22 BD | Inglaterra |  |  |

### Segunda fecha
| 8 de febrero de 2025 | Italia | 22 - 15 BD | Gales |  |  |

| 8 de febrero de 2025 | Inglaterra | BO 26 - 25 BD | Francia |  |  |

| 9 de febrero de 2025 | Escocia | 18 - 32 BO | Irlanda |  |  |

### Tercera fecha
| 22 de febrero de 2025 | Gales | 18 - 27 | Irlanda |  |  |

| 22 de febrero de 2025 | Inglaterra | 16 - 15 BD | Escocia |  |  |

| 23 de febrero de 2025 | Italia | 24 - 73 BO | Francia |  |  |

### Cuarta fecha
| 8 de marzo de 2025 | Irlanda | 27 - 42 BO | Francia |  |  |

| 8 de marzo de 2025 | Escocia | BO 35 - 29 BO BD | Gales |  |  |

| 9 de marzo de 2025 | Inglaterra | BO 47 - 24 | Italia |  |  |

### Quinta fecha
| 15 de marzo de 2025 | Italia | BD 17 - 22 BO | Irlanda |  |  |

| 15 de marzo de 2025 | Gales | 14 - 68 BO | Inglaterra |  |  |

| 15 de marzo de 2025 | Francia | BO 35 - 16 | Escocia |  |  |

## Premios especiales
- Grand Slam: No otorgado.
- Triple Corona:  Irlanda
- Copa Calcuta:  Inglaterra
- Millennium Trophy:  Irlanda
- Centenary Quaich:  Irlanda
- Trofeo Garibaldi:  Francia
- Trofeo Auld Alliance:  Francia
- Copa Doddie Weir:  Escocia
- Cuttitta Cup:  Escocia
- Cuchara de madera:  Gales